# Conjuració de Venècia
La Conjuració de Venècia de 1618 va ser una confusa intriga diplomàtica entre la Monarquia Hispànica de Felip III d'Espanya i la Sereníssima República de Venècia, que va conduir una violenta revolta contra els estrangers en descobrir-se (19 de maig). Les fonts italianes la denominen Congiura di Bedmar, nom de l'ambaixador espanyol.
Segons les fonts venecianes, l'origen seria un complot de les autoritats dels dominis espanyols a Itàlia: el Virrei de Nàpols -el Duc d'Osuna, assistit per Francisco de Quevedo-, el governador de Milà (Marquès de Villafranca del Bierzo), juntament amb l'ambaixador espanyol davant la República  Marquès de Bedmar, que haurien manipulat a un cos de mercenaris francesos establerts a Venècia -alguns d'ells hugonots, de religió protestant- per provocar una situació que permetés la intervenció militar de la flota espanyola present a l'Adriàtic. Els francesos van acabar assassinats en els tumults o executats judicialment.
El fet va ser objecte de gran tractament propagandístic i literari, incloent-se entre els temes de l'anomenada Llegenda negra espanyola.
Les fonts espanyoles desplacen la responsabilitat de la manipulació a les autoritats venecianes, que voldrien així comprometre-les. De fet, després de l'escàndol, que va incloure un intent d'assalt popular a l'ambaixada espanyola i la novel·lesca fugida de Quevedo disfressat de captaire -que es va lliurar de la mort gràcies al seu domini del dialecte venecià-, es va produir la destitució d'aquests càrrecs, que els venecians consideraven hostils.

## Venècia, Espanya i l'equilibri europeu
Les futures relacions entre Venècia i Espanya van ser més cordials, mantenint-se un equilibri que garantia la independència de Venècia, en una conjuntura en la qual la política pacifista mantinguda durant el regnat de Felip III (amb el càrrec de privat de Francesc de Sandoval i Rojas, I duc de Lerma, passa a convertir-se en més agressiva amb el del Duc d'Uceda després de l'escàndol de la caiguda de Lerma, en el mateix any de 1618.
El posterior regnat de Felip IV va intensificar la implicació d'Espanya en la Guerra dels Trenta Anys (1618-1648), en què la posició estratègica de Venècia al voltant del Camí dels espanyols o Ruta dels Terços era important, així com la disputa d'un enclavament alpí pròxim: la vall de la Valtellina (1620-1639). Malgrat tot, l'antiga potència mediterrània havia entrat en una irremissible decadència, connectada amb la crisi del segle XVII i el desplaçament definitiu de l'eix econòmic cap a l'Atlàntic. No va tornar a haver-hi grans campanyes navals com les que van associar a Espanya, Venècia i els Estats Pontificis en la Lliga Santa. (Batalla de Lepant de 1571), encara que sí escaramusses localitzades.